# 225 f.Kr.

## Händelser

### Efter plats

#### Romerska republiken
- En koalition av cisalpingalliska stammar (tauriner, tauriscer, insubrer, lingoner, salasser, agoner och bojer), förstärkta med ett stort antal transalpinska äventyrare vid namn gaesater (Gaesati), invaderar Italien. De lyckas undvika romarna vid Ariminum och går sedan över Apenninerna in i Etrurien samt plundrar landsbygden.
- För att möta denna invasion ber romarna insubrernas fiender, de adriatiska venetierna, patavinerna och cenomanerna om hjälp och dessa mobiliserar snabbt försvarsstyrkor. Dessa arméer placeras under konsulerna Lucius Aemilius Papus och Gaius Atilius Regulus befäl. Efter slaget vid Faesulae (nära Montepulciano) mellan gallerna och en romersk armé, där romarna förlorar många soldater, lyckas de kombinerade romerska styrkorna utmanövrera gallerna och tvinga inkräktarna mot Toscanas kust.

#### Seleukiderriket
- Seleukos III tar på sig uppgiften att erövra Pergamon i Mindre Asien från Attalos I. Dock lider Andromachos, den första general han skickar, ett avgörande nederlag och blir tillfångatagen av Attalos.

#### Kina
- Staten Qin erövrar staten Wei i Kina.